# Holcha Krake
Holcha Martha Krake  (født Sørensen 6. april 1885 i Karlby Sogn, død 13. januar 1944 i New York) var en dansk kunstner, kendt for sit væve- og keramikarbejde. 

## Personlig baggrund
Holcha blev født på Djursland og døbt Holcha Martha Sørensen. Hendes forældre var begge lærere og satte undervisning og kritisk tænkning i højsædet. Efter faderens død i 1910, iværksatte moderen et efternavnsskifte fra Sørensen til Krake, inspireret af den danske sagnkonge Rolf Krake. På en rejse til Cagnes-sur-Mer i Sydfrankrig i 1927 med sin søster og svoger - den tyske kunstner Christoph Voll, mødte hun den amerikanske kunstmaler William H. Johnson. De blev gift I den fynske fiskerby Kerteminde i 1930.
Holcha døde af kræft i New York i 1944.
Hun er begravet på Dalby Kirkegård, Hindsholm.[kilde mangler]